# Windows Scripting Host
Windows Script Host, aussi abrégé en WSH, désigne un logiciel permettant d'exécuter des scripts, inclus dans les systèmes d'exploitation Windows. Concrètement, il se présente sous la forme de trois programmes hôtes : wscript.exe (pour les scripts interagissant avec l'utilisateur via l'interface graphique), cscript.exe (pour les scripts utilisés depuis l'invite de commandes), et mshta.exe (un peu différent des deux autres, pour les applications HTML).
Ces hôtes sont indépendants du langage de programmation utilisé, et lancent l'interpréteur approprié pour exécuter le script. Les systèmes Windows incluent deux interpréteurs : VBScript et JScript. (Ce sont les mêmes interpréteurs que ceux utilisés par Internet Explorer). Des interpréteurs pour d'autres langages, comme Perl, ont été réalisés par d'autres entreprises.
Ces interpréteurs peuvent ensuite accéder au système par l'intermédiaire des objets COM/ActiveX scriptables installés sur le système. (Ils peuvent en particulier faire appel à WMI pour interagir avec le système d'exploitation).
Cette technologie de scripts n'est plus activement développée, au profit de .Net et de Windows PowerShell. Elle peut cependant s'avérer encore utile dans des contextes où .Net n'est pas disponible, comme dans Windows PE.